# Fabian Aleksandrowicz
Fabian Witold Aleksandrowicz herbu własnego (zm. w 1813 w Wilczatowie w powiecie kowieńskim) – generał adiutant Buławy Wielkiej Litewskiej w 1792 i 1793 roku, oficer w 1. Brygady Kawalerii Narodowej, nominowany na wicebrygadiera i wicekomendanta 2. Brygady Kawalerii Narodowej w 1793 roku.
Szambelan Stanisława Augusta Poniatowskiego. Poseł smoleński na sejm grodzieński (1793), członek konfederacji grodzieńskiej 1793 roku, starosta emfiteutyczny wilczatowski i boptowski. Wziął udział w wojnie polsko-rosyjskiej 1792 roku. 
W 1781 roku był wielkim sędzią prowincjonalnej loży wolnomularskiej Doskonała Jedność.